# Zisterzienserinnenabtei El Pedregal

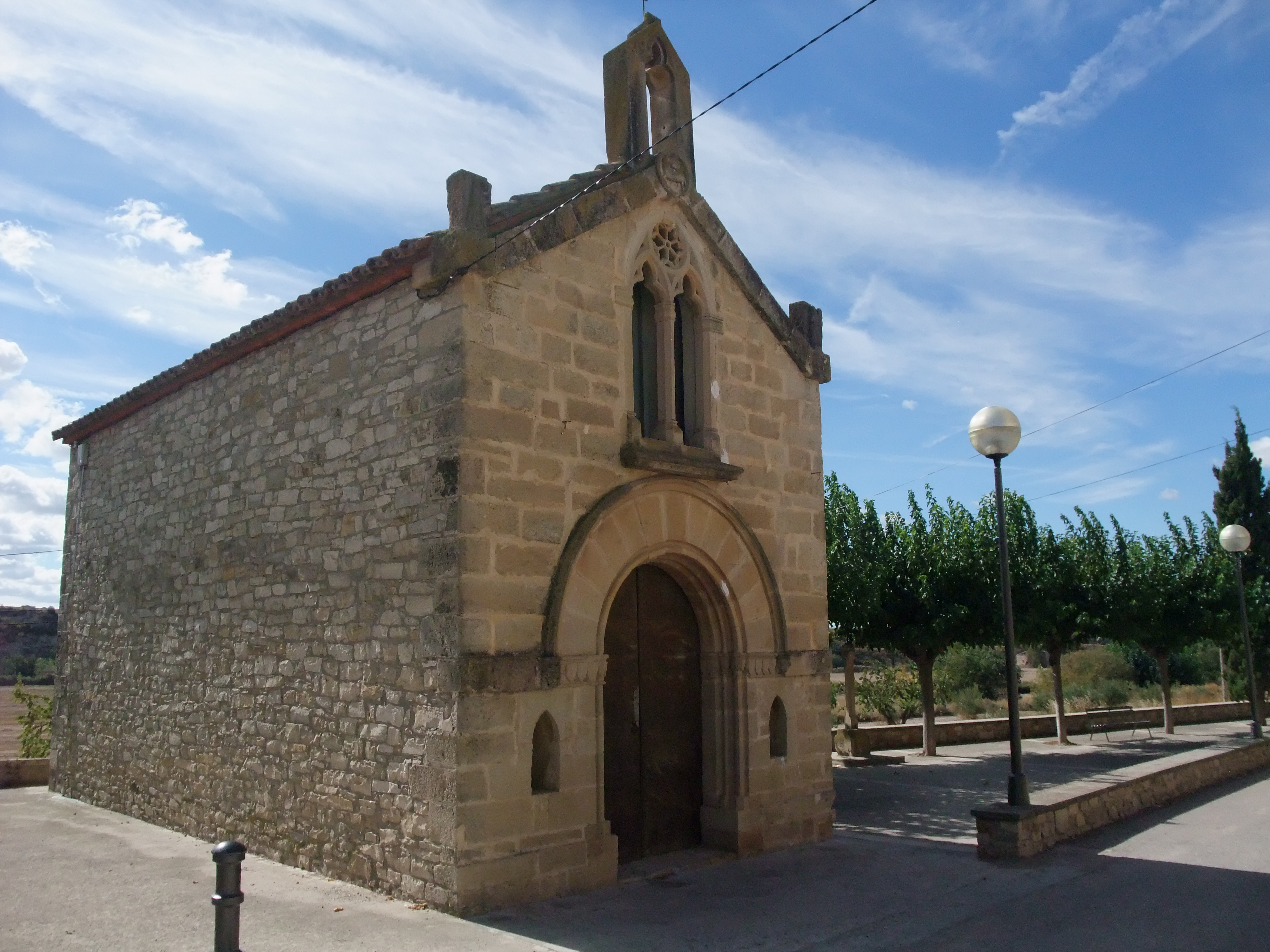
Kapelle am Ort des Klosters

Die Zisterzienserinnenabtei El Pedregal war von 1176 bis 1604 ein Kloster der Zisterzienserinnen in El Talladell, Tàrrega, Comarca Urgell in Katalonien.

## Geschichte
Eine örtliche Familie stiftete 1176 östlich Tàrrega (auf halbem Wege Richtung El Talladell) das Nonnenkloster Santa Maria del Pedregal („steinerner Ort“, von lateinisch petra „Stein“), das von Kloster Vallbona besiedelt wurde. Die Wahl von Dolça de Peramola zur Äbtissin führte ab 1209 zu reichen Schenkungen durch den örtlichen Adel. Da das Kloster an der Straße von Barcelona nach Lleida lag, unterhielt es eine Herberge mit Spital. 1589 nahm das Kloster den Konvent von Vallsanta auf, musste aber 1604 selbst in das Kloster Sant Hilari de Lleida wechseln. Nach der endgültigen Zerstörung der Ruinen durch das Hochwasser von 1874 wurde unter Verwendung von Resten die heutige Kapelle (auch als Einsiedelei bezeichnet) erstellt, die 1991 restauriert werden konnte und unter Denkmalschutz steht (in Privatbesitz).